# Jean Bartolini
Pour les articles homonymes, voir Bartolini.
Jean Bartolini est un homme politique français né le 10 janvier 1899 à Toulon, dans le Var et mort le 1er février 1977 dans cette même ville. Membre du Parti communiste français, il a été député du Var et maire de Toulon.

## Biographie
Issu d'un milieu modeste, Jean Bartolini est ajusteur à l'Arsenal de 1915 à 1935. Il occupe très tôt des responsabilités syndicales, puis devient membre du Parti communiste français. Dès 1929, ses collègues le nomment membre de la commission exécutive de la Neuvième union régionale unitaire, puis, rapidement, secrétaire général du syndicat unitaire des travailleurs de la marine. Le 12 décembre 1937, il entre au bureau fédéral du Parti communiste du Var, puis, au Comité central du Parti communiste français en 1938. Il restera à ce poste jusqu'en 1954. 
Durant la Seconde Guerre mondiale, comme d'autres communistes français, il est inculpé pour infraction au décret du 26 septembre 1939, portant dissolution des organisations communistes. Député membre du groupe ouvrier et paysan français, il est arrêté le 8 octobre 1939, déchu de son mandat le 21 janvier 1940 et condamné le 3 avril 1940 par le 3e tribunal militaire de Paris à 5 ans de prison, 4 000 francs d'amende et 5 ans de privation de ses droits civils et politique. Après être passé par plusieurs prisons, il est incarcéré à la maison d'arrêt de Valence jusqu'en 1941, puis à Maison-Carrée, en Algérie, où il reste détenu jusqu'au 5 février 1943.
Une rue de la ville de Toulon porte aujourd'hui son nom.

## Carrière politique

### Mandat local
Dès la Libération de la France, il revient à Toulon et participe aux élections municipales. Il effectue un mandat au poste de maire de Toulon du 18 mai 1945 au 25 octobre 1947. L'équipe municipale, qui regroupe toutes les tendances politiques de la Résistance, a de graves problèmes à résoudre, notamment la reconstruction de la ville sinistrée par la guerre. Lors des élections du 19 octobre 1947, il est élu sur la liste d'« union républicaine et résistante et de défense des intérêts communaux présentée par le Parti communiste français ». 
Lors de la désignation du maire, il obtient 13 voix. Pour le second tour de la nomination, il se retire au bénéfice de son colistier Joseph Risterucci. C'est finalement un membre de la liste Rassemblement du peuple français, (Paul Baylon), qui sera élu au poste de maire, au troisième tour. Jean Bartolini sera constamment réélu au conseil municipal de Toulon.

### Mandat national
Le 30 juin 1935, des élections législatives partielles sont organisées, à la suite du décès de Pierre Renaudel. L'élection de Jean Bartolini se fait au deuxième tour de scrutin par 7 559 suffrages sur 11 287 votants. Ses premières interventions dans l'hémicycle concernent essentiellement son activité professionnelle d'origine, comme la grève de l'Arsenal de Brest, la grève des dockers, les crédits de la Marine. Sa réélection, le 3 mai 1936, se fait également au second tour. Il participe alors à diverses commissions, comme celle de l'Algérie, de la marine militaire, ou de la marine marchande.
Après guerre, il est de nouveau élu, d'abord aux deux assemblées constituantes, puis à l'Assemblée nationale. Durant ces périodes, il défend ses camarades menacés de chômage. Il participe, également, à diverses discussions, sur les budgets militaires, les débats relatifs à la reconversion, la réforme du régime des pensions des personnels de l’État, à la prime de rendement.